# Richard Dove
För andra betydelser, se Richard Dove (olika betydelser).
Richard Wilhelm Dove, född den 27 februari 1833 i Berlin, död den 18 september 1907 i Göttingen, var en tysk rättslärd. Han var son till Heinrich Wilhelm Dove, bror till Alfred Wilhelm Dove och far till Karl Dove.
Dove blev 1855 juris doktor, 1859 docent i juridik i Berlin, 1863 professor i kyrkorätt och tysk rätt i Tübingen samt 1865 professor i samma ämnen i Kiel och 1868 i Göttingen. År 1871 valdes han till medlem av tyska riksdagen och 1875 fick han plats i Preussens Herrenhaus. 
Hans egentliga fack är kyrkorätten, och i den av honom 1860 grundlagda "Zeitschrift für Kirchenrecht" har han bland annat hävdat statens rätt gentemot kyrkan. Dove har ombesörjt de senare bearbetningarna av Richters Lehrbuch des evangelischen und katholischen Kirchenrechts (7:e upplagan 1871-1874).